# Тубянское сельское поселение
Тубянское сельское поселение — муниципальное образование в Верхнедонском районе Ростовской области. 
Административный центр поселения — хутор Тубянский.

## Административное устройство
В состав Тубянского сельского поселения входят:
- хутор Тубянский,
- хутор Гормиловский,
- хутор  Демидовский,
- хутор Озерский,
- хутор Стоговской,
- хутор Суровский,
- посёлок Придонский.

## Население
| 2010  | 2012  | 2013  | 2014  | 2015  | 2016  | 2017  |
| ----- | ----- | ----- | ----- | ----- | ----- | ----- |
| 1165  | ↘1141 | ↘1139 | ↘1129 | ↘1113 | ↘1095 | ↘1054 |
| 2018  | 2019  | 2020  | 2021  |       |       |       |
| ↘1052 | ↘1031 | ↗1033 | ↗1034 |       |       |       |